# Sobieski (Schiff)
Die Sobieski war ein 1939 in Dienst gestellter Transatlantik-Passagierdampfer der polnischen Reederei Gdynia-Ameryka Linie, der für den Passagierverkehr von Gdynia nach Südamerika gebaut wurde. Im Zweiten Weltkrieg diente das Schiff als alliierter Truppentransporter. 1950 wurde die Sobieski an die Sowjetunion verkauft und 1975 in Italien abgewrackt. 

## Geschichte
Das 11.030 Bruttoregistertonnen (BRT) große Motorschiff Sobieski wurde 1937 bei der britischen Werft Swan, Hunter & Wigham Richardson in Walker-on-Tyne bei Newcastle auf Kiel gelegt und lief am 15. August 1938 vom Stapel. Das 155,8 Meter lange und 20,4 Meter breite Schiff wurde von zwei Verbrennungsmotoren von J. G. Kincaid & Co. aus Greenock angetrieben, die 11.250 PS leisteten und eine Reisegeschwindigkeit von 17 Knoten ermöglichten. Die Passagierkapazitäten lagen bei 70 Reisenden in der Ersten Klasse, 270 in der Kabinenklasse und 600 in der Touristenklasse. 
Der Passagierdampfer, der nach Johann III. Sobieski, einem polnischen Feldherrn aus dem 17. Jahrhundert, benannt wurde, wurde für die 1930 gegründete Reederei Gdynia America Line in Dienst gestellt, die einen regelmäßigen Passagier- und Frachtservice von Gdynia nach Nord- und Südamerika betrieb. Die Sobieski war für die Südamerikaroute gedacht und lief am 15. Juni 1939 in Gdynia zu ihrer Jungfernfahrt nach Brasilien und Argentinien aus. 
Nach Ausbruch des Zweiten Weltkriegs im September 1939 wurde das Schiff in einen Truppentransporter für die Alliierten umgewandelt und kam unter anderem bei der Besetzung von Dakar im September 1940 (Operation Menace) zum Einsatz. Erst 1947 wurde die Sobieski wieder ihrer Reederei überstellt. Am 14. Mai 1947 lief sie zu ihrer ersten Fahrt nach dem Krieg auf der Route Genua–Cannes–New York aus. Auf Fahrten in östlicher Richtung wurde zudem Neapel angesteuert und ab Mai 1948 kam Halifax als Anlaufhafen hinzu. Im Februar 1950 absolvierte die Sobieski ihre 29. und letzte Rundfahrt auf dieser Route. 
Im März 1950 wurde sie an russische Eigner verkauft, die sie in Gruziya umbenannten und im Schwarzen Meer auf der Route zwischen Odessa und Batumi einsetzten. Am 14. April 1975 traf das Schiff zum Abbruch in La Spezia ein. 